# Blackburn
Blackburn – miasto w Wielkiej Brytanii, w północno-zachodniej Anglii, w hrabstwie ceremonialnym Lancashire, w dystrykcie (unitary authority) Blackburn with Darwen. Leży 14,3 km na wschód od miasta Preston, 39,8 km na południowy wschód od miasta Lancaster i 296,6 km na północny zachód od Londynu. W 2021 roku miasto liczyło 124 955 mieszkańców. Blackburn jest wspomniana w Domesday Book (1086) jako Blacheburn.

## Dane ogólne
Blackburn było już znane od XVIII wieku jako ośrodek przemysłu bawełnianego. Obecnie rozwinięty przemysł maszynowy, elektrotechniczny, elektroniczny, chemiczny oraz spożywczy. Muzeum włókiennictwa.

## Zabytki
- Anglikańska katedra z 1826 roku

## Sport
- Piłkarski klub Blackburn Rovers

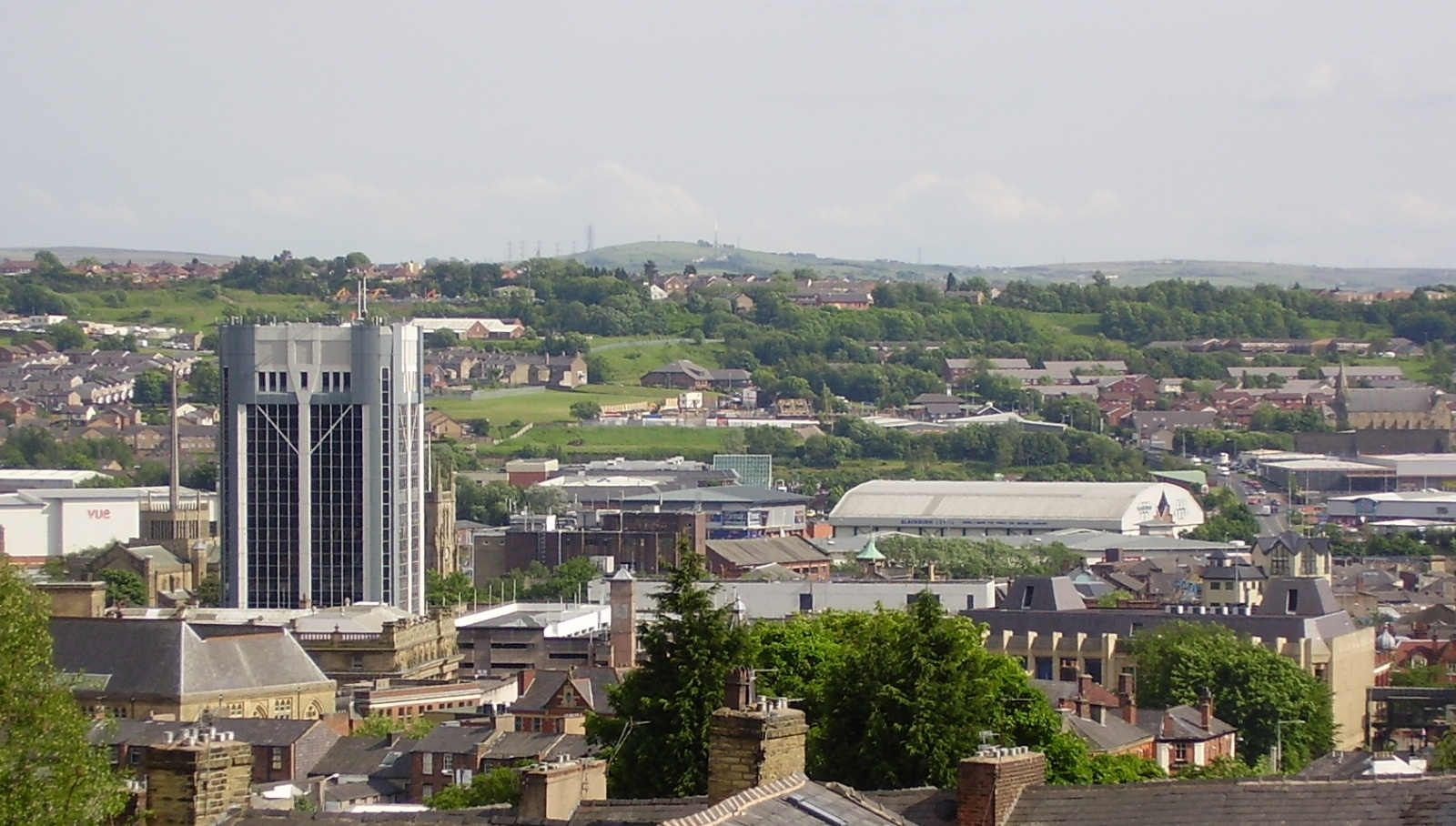
Centrum z górującym budynkiem Urzędu Miasta
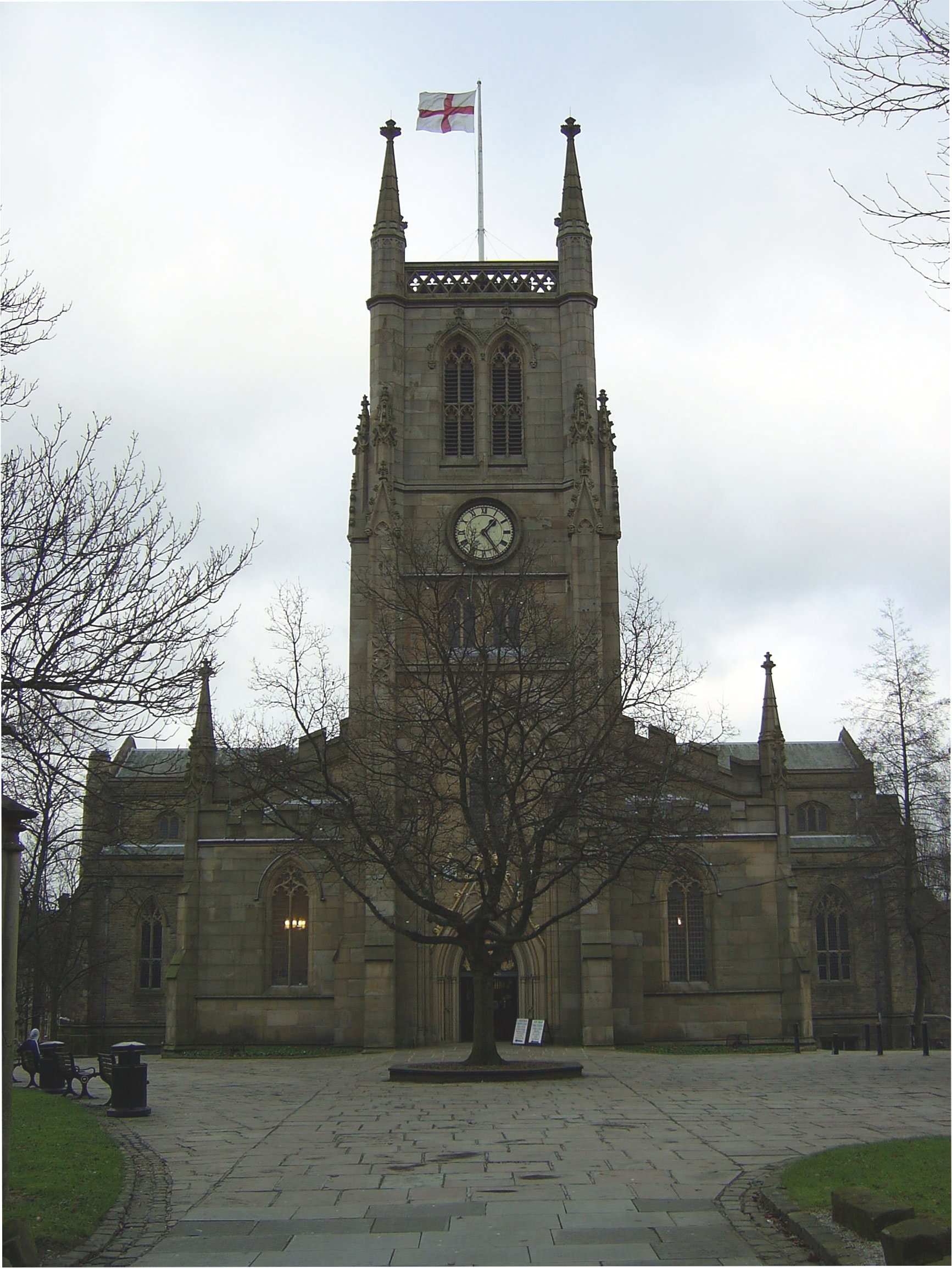
Katedra w Blackburn
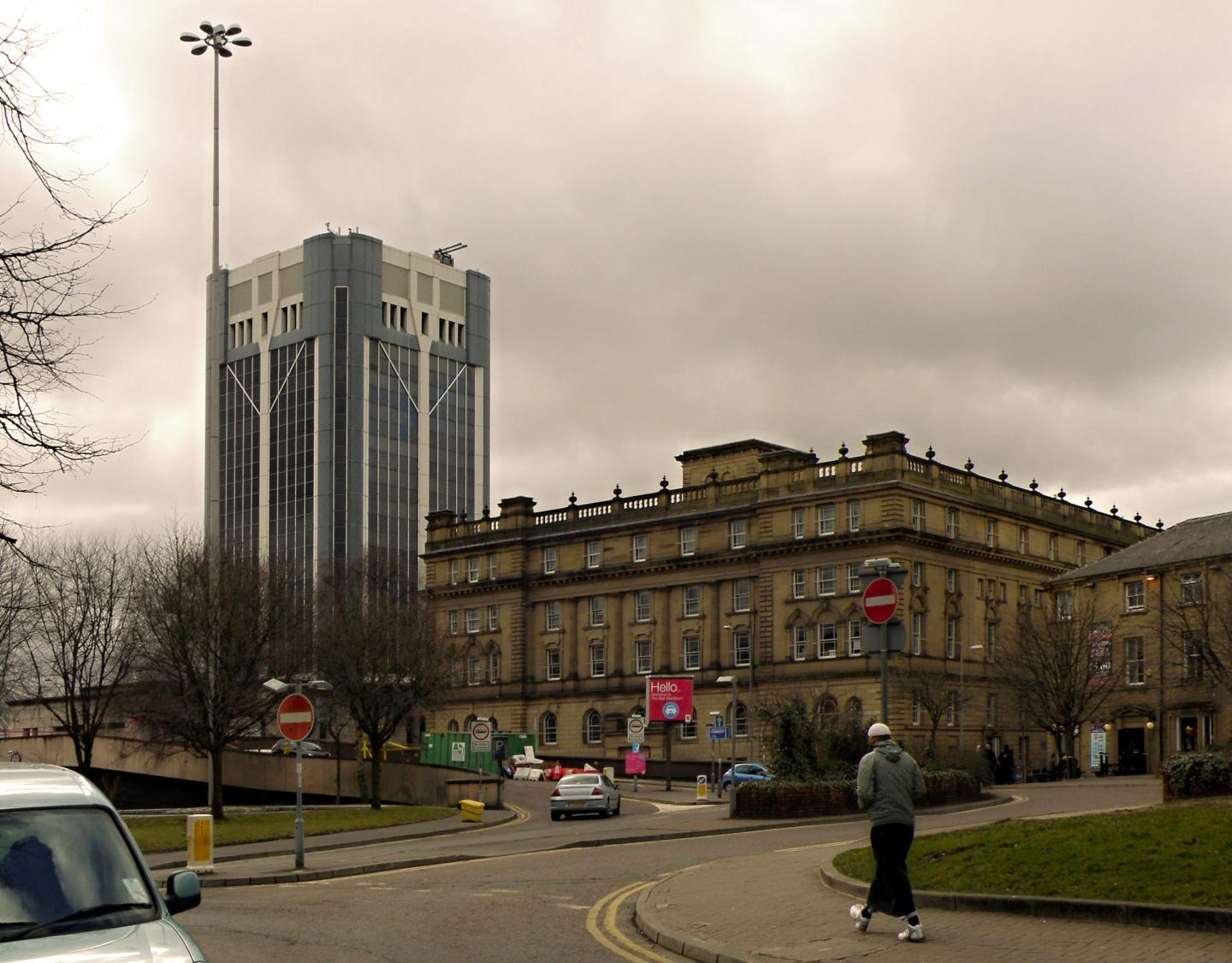
Ratusz
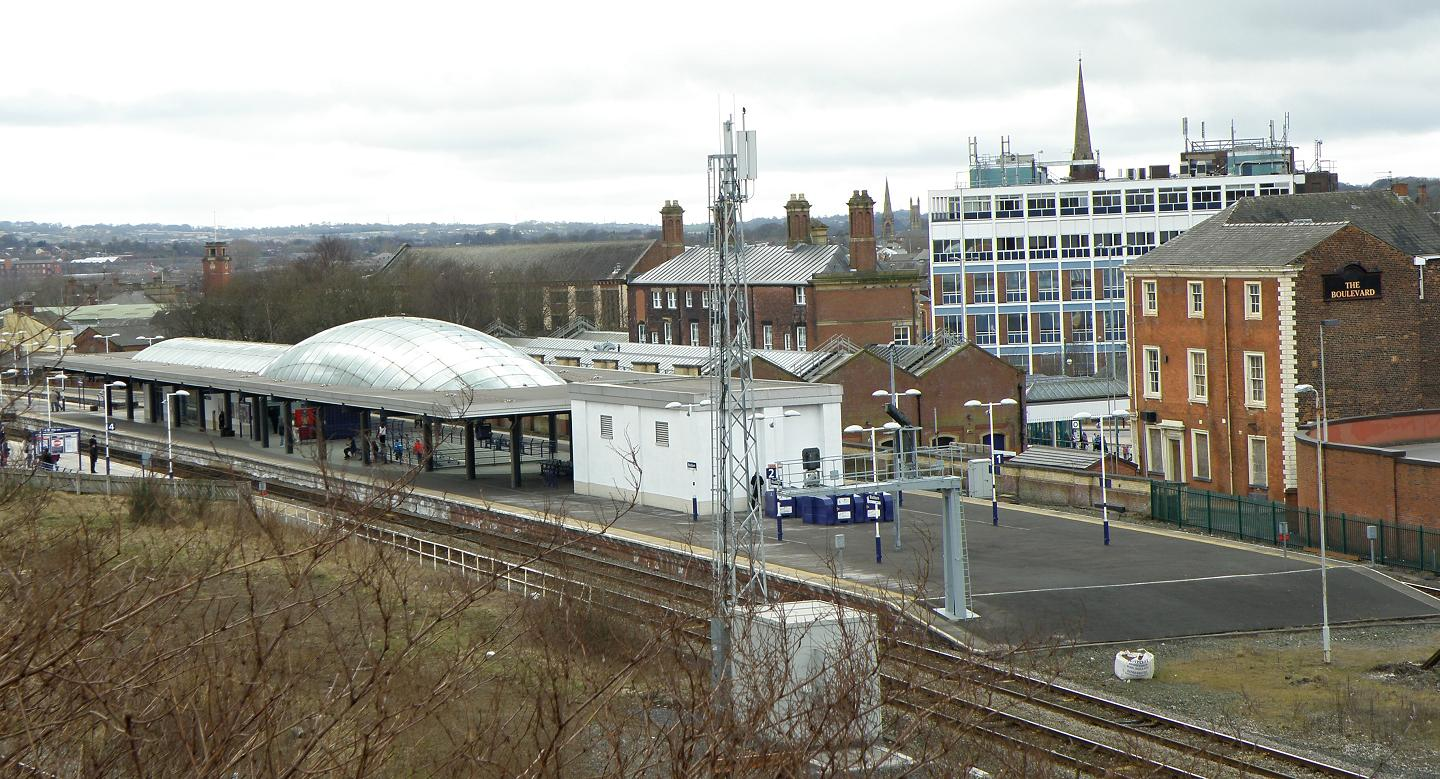
Stacja kolejowa
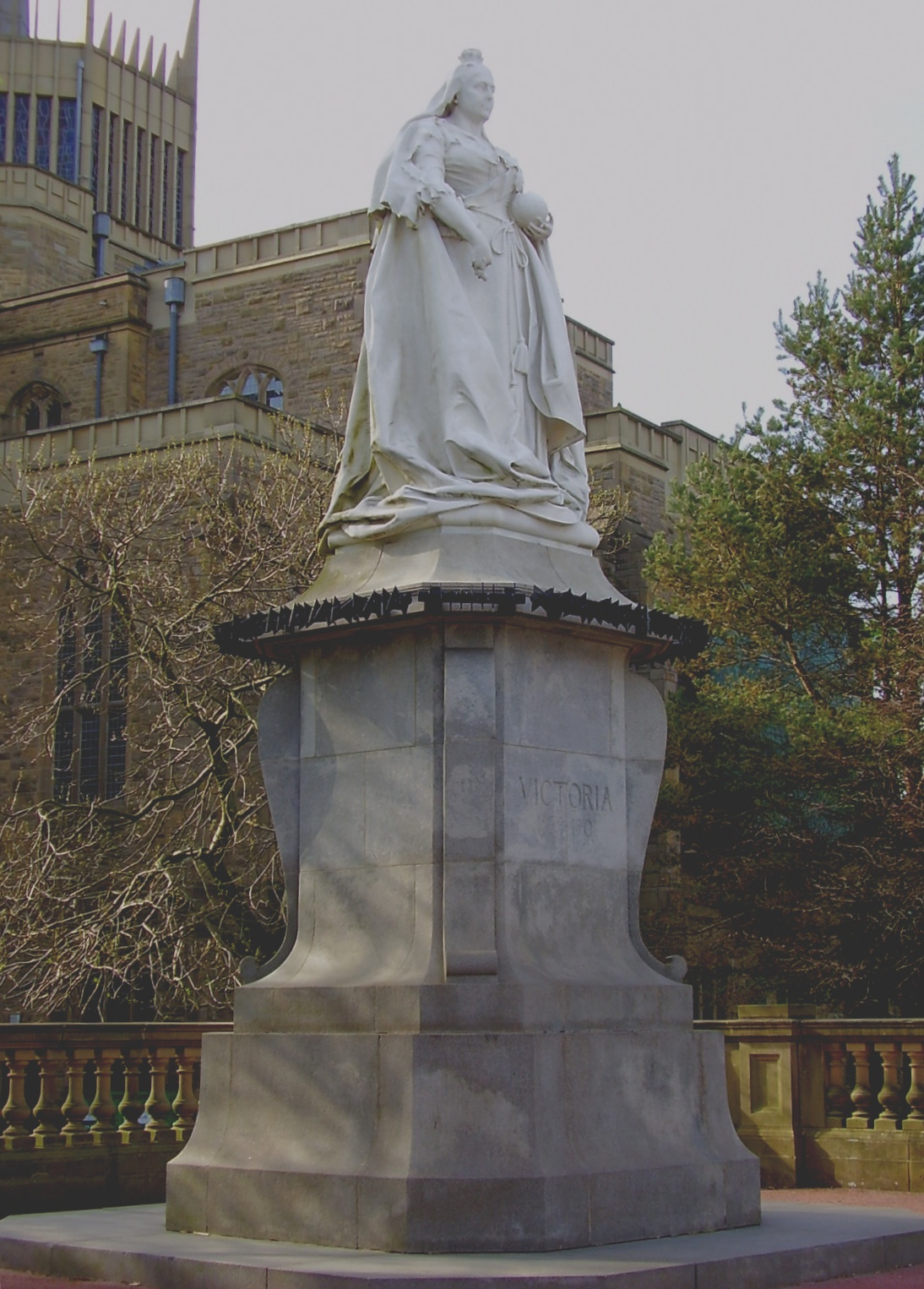
Pomnik królowej Wiktorii
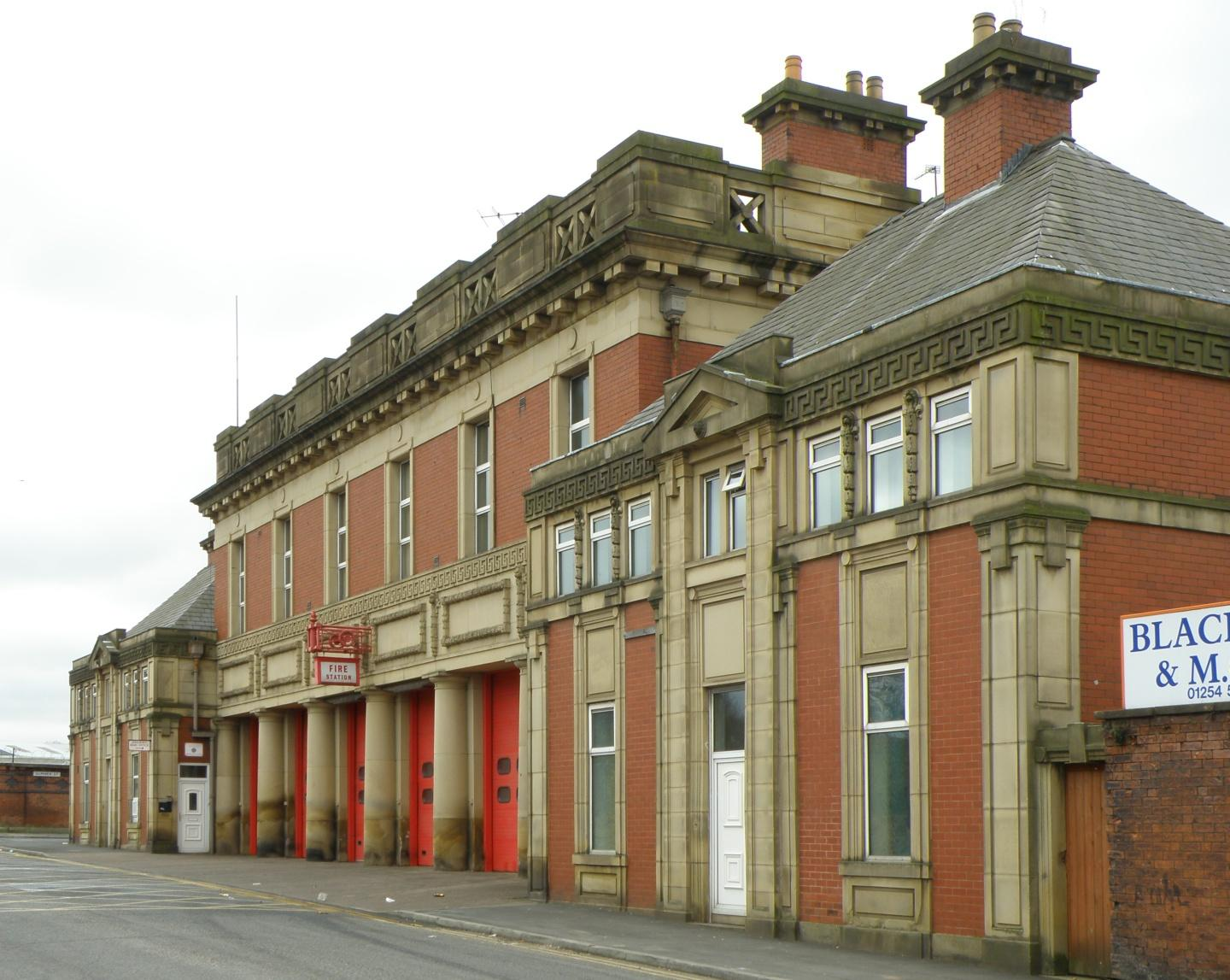
Budynek straży pożarnej
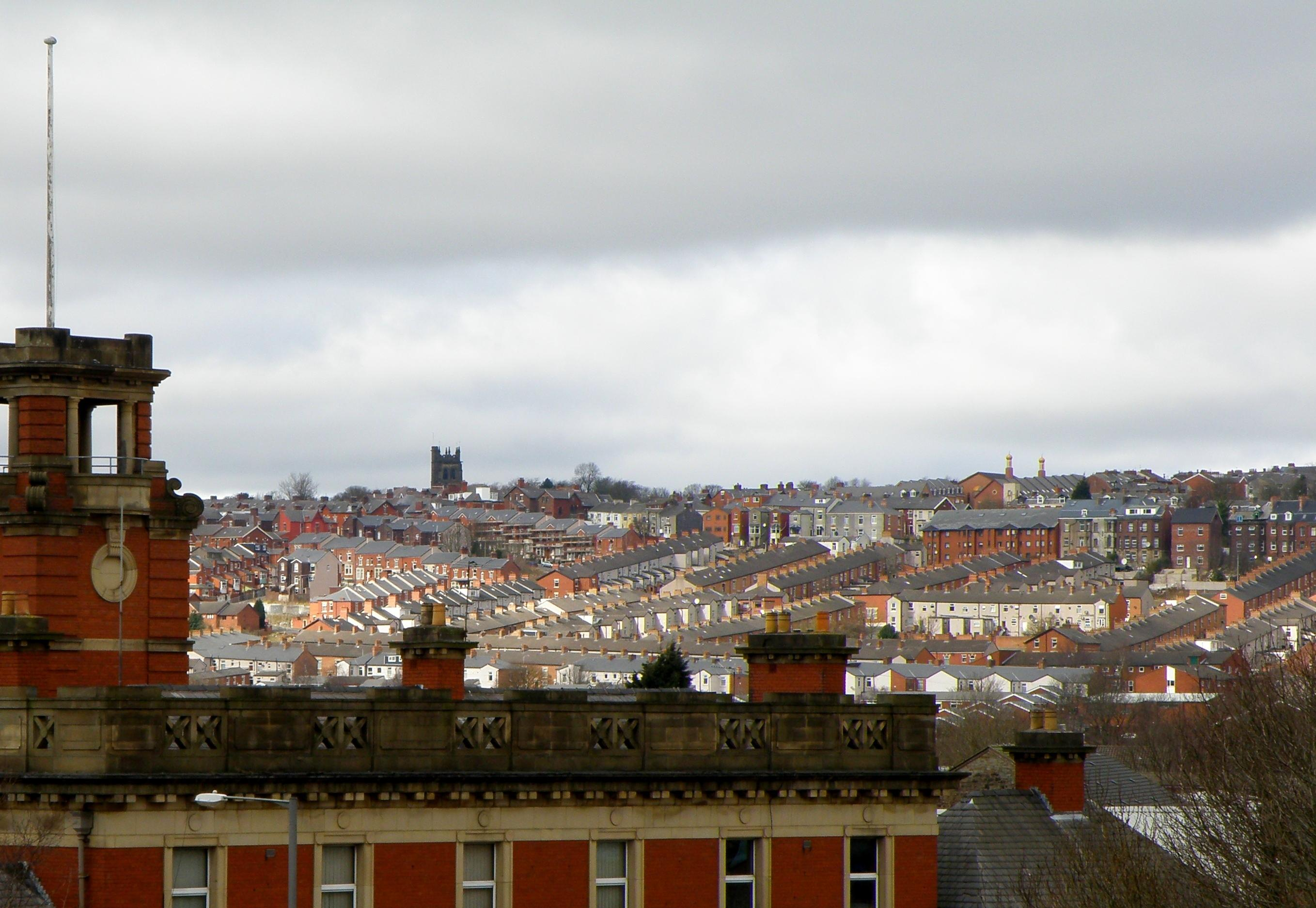
Szeregowa zabudowa
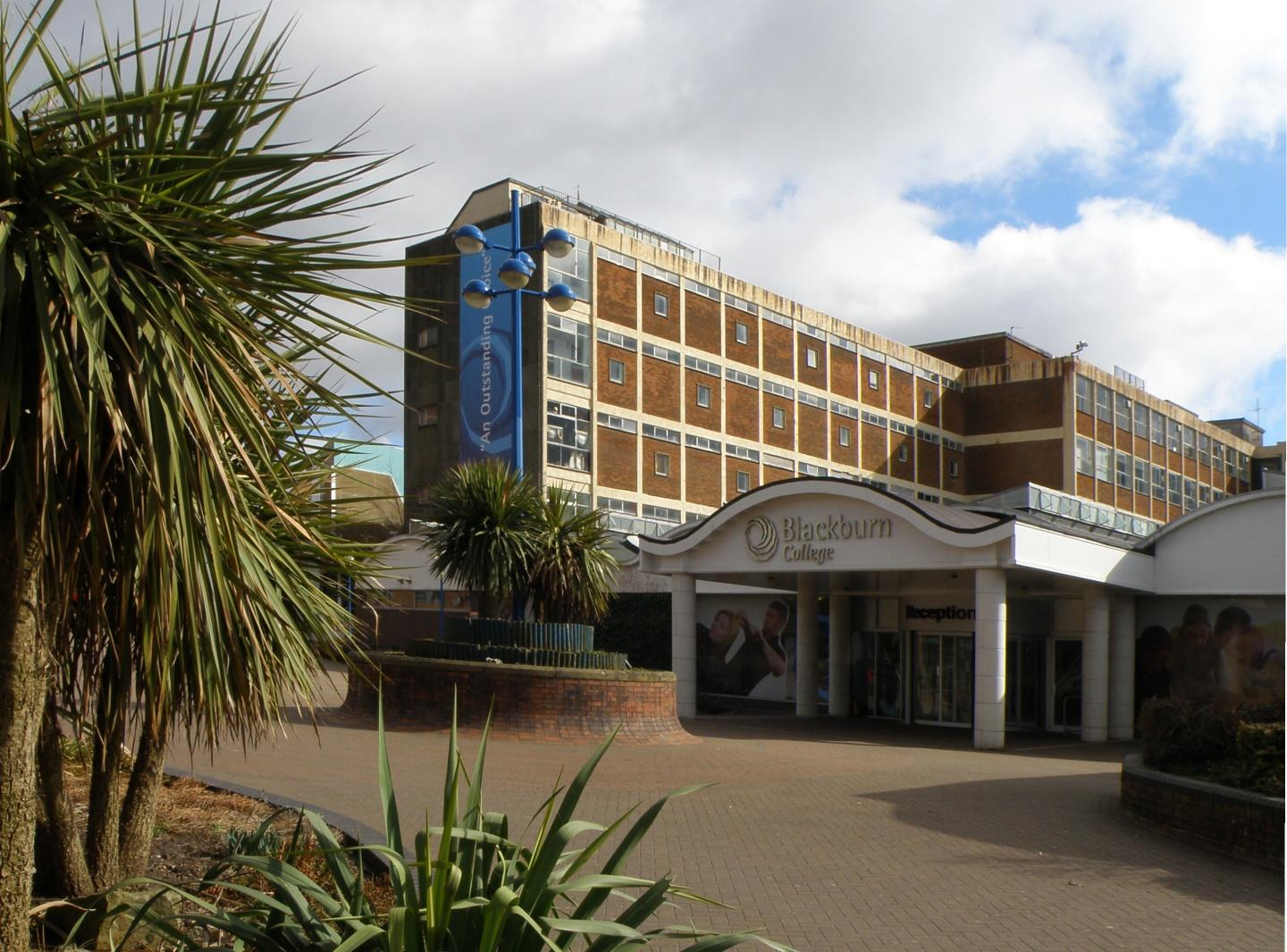
Blackburn College
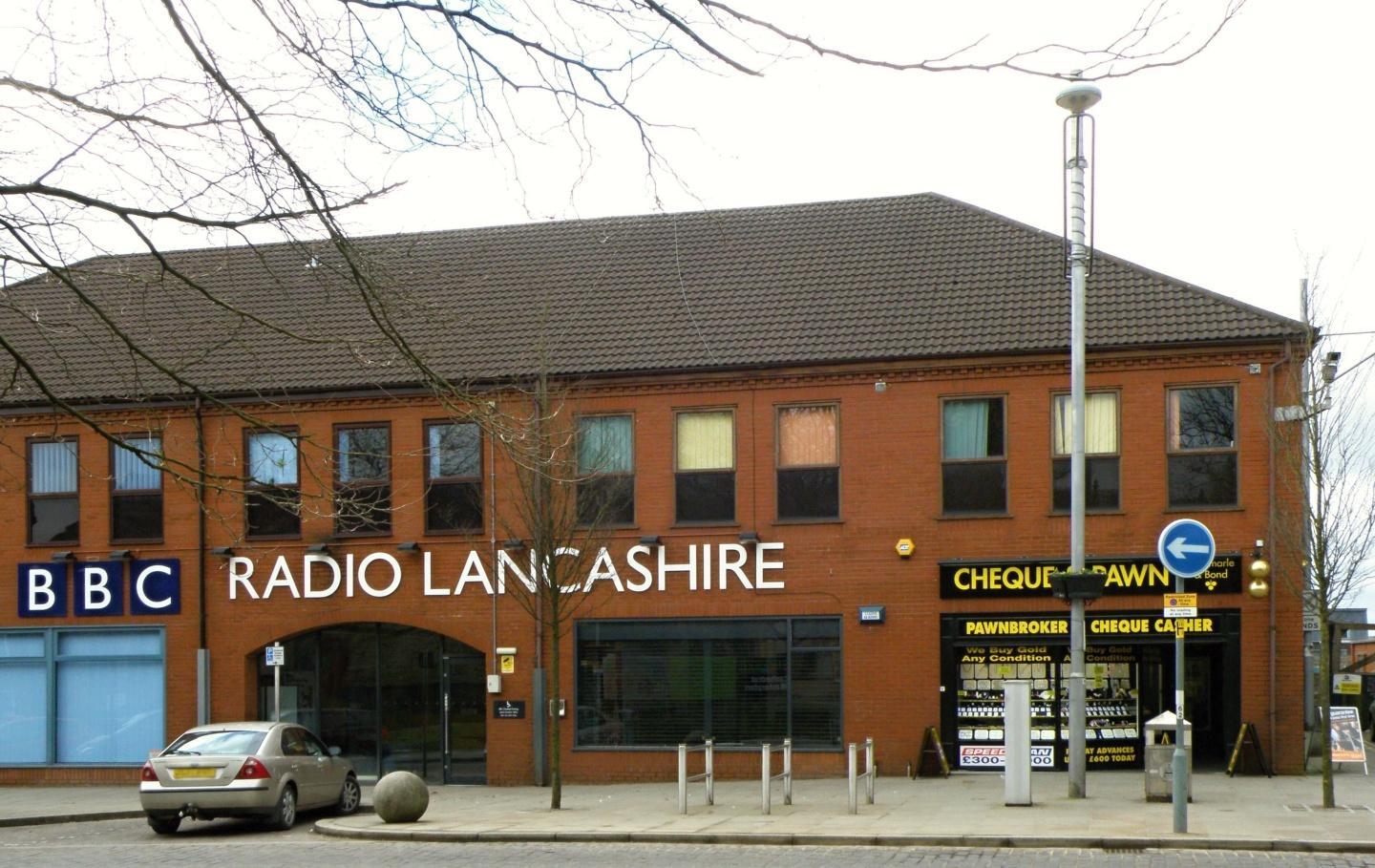
BBC Radio Lancashire
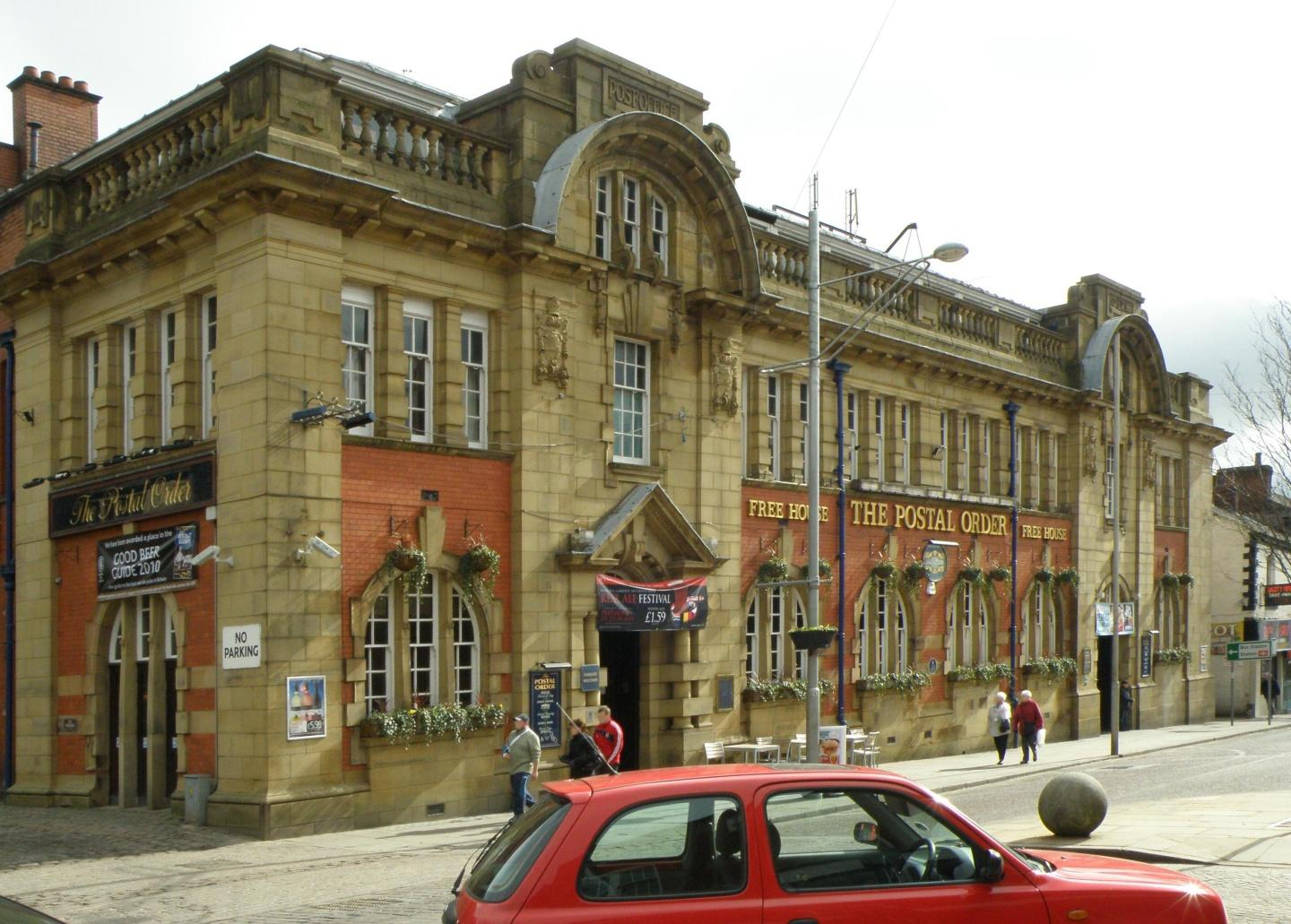
Budynek byłej poczty, obecnie pub

## Współpraca
- Péronne, Francja
- Altena, Niemcy
- Tarnów, Polska